# Костриця (гора)
Костриця (англ. Kostrytsia) — вершина в Українських Карпатах, знаходиться на однойменному хребті Кострича на північному сході від хребта Чорногора. Висота гори складає 1512 м. Вершина лісиста. Схили вкриті вітровалом. Біля підніжжя гори проходить червоний маркований туристичний маршрут.